# Margaret Singer
Margaret Thaler Singer (ur. 29 lipca 1921 w Denver, zm. 23 listopada 2003 w Berkeley) – amerykańska psycholog, profesor Uniwersytetu w Berkeley; specjalistka od metod „prania mózgu” stosowanych przez sekty.